# Haager Neutralitätskonzerte
Die Haager Neutralitätskonzerte waren zwei Deklarationen von Vertretern der Großen Allianz in Den Haag im März und August 1710. Der Inhalt sah eine Neutralität Norddeutschlands in der Auseinandersetzung zwischen den Kriegsgegnern im Großen Nordischen Krieg vor.

## Geschichte

Europa im Jahr 1701

Nach der Niederlage bei Poltawa 1709 flüchtete Karl XII. mit seinem verbliebenen Stab in das Osmanische Reich. Die Abwesenheit Karls XII. benutzten Russland, Dänemark und Sachsen, um die schwedischen Provinzen in Norddeutschland anzugreifen. Die Mitglieder der Großen Allianz fürchteten, dass Preußen und Kurhannover in diese Allianz nordeuropäischer Mächte übertreten und dadurch ihre Kontingente von den Kriegsschauplätzen des Spanischen Erbfolgekriegs abziehen würden.
Im ersten Haager Konzert erklärten der habsburgische Kaiser, das Königreich Großbritannien und die Republik der Vereinigten Niederlande am 31. März 1710 die deutsch-schwedischen Besitzungen für neutral. Die Erklärung untersagte den schwedischen Truppen, von Schwedisch-Pommern oder Bremen-Verden aus Feindseligkeiten gegen ihre Nachbarn zu unternehmen.
Eine zweite Deklaration der Großen Allianz in Den Haag betraf die Errichtung einer Neutralitätsarmee von etwa 15.000–16.000 Mann aus Reichsverbänden zum Schutz der Bestimmungen aus der vorhergehenden Deklaration am 4. August 1710.
Im November 1710 erklärte das Osmanische Reich Russland offiziell den Krieg und kurz darauf, am 4. Dezember 1710, lehnte Karl XII. in der „Deklaration von Bender“ das „Haager Neutralitätskonzert“ ab. Der Krieg griff in der Folge auch auf Norddeutschland über, ohne mit dem Spanischen Erbfolgekrieg zu verschmelzen.
Die Unterzeichner der Deklaration vom 21. März 1710 waren: Philipp Ludwig Wenzel von Sinzendorf, Herzog von Marlborough, Charles Townshend, 2. Viscount Townshend (Britischer Botschafter in den Generalstaaten), J. von Randwick, Allard Meerens (1663–1716), A. Heinfius, Gheel von Spanbrock, Frederik Adriaan van Reede van Renswoude (1659–1738), Van Goslinga, E. v. Ittersum und W. Pott.